# Військовий музей Салонік
Військовий музей Фессалонік (грец. Πολεμικό Μουσείο Θεσσαλονίκης) — військовий музей у місті Фессалоніки, Центральна Македонія, Греція .

## Музей
Відкрито у жовтні 2000. Розташований на Марсовому полі міста, у будівлі, збудованій у 1900-1902, за проектом архітектора Vitaliano Posseli.
Місія музею полягає в підтримці діяльності Військового музею Афін у Північній Греції та в підтримці його заходів на півночі країни, з метою зберегти історичну пам'ять та бойову спадщину греків у Північній Греції. За допомогою своєї постійної експозиції та різноманітних дарчих виставок, музей підкреслює продовження грецького роду на продовження всієї історії, і одночасно робить свій внесок у документальному забезпеченні історії Греції у війнах. Постійні колекції висвітлюють події, які стали поворотними моментами в історії сучасної Греції з початку 20-го століття до звільнення від німецько-італо-болгарських окупантів наприкінці Другої світової війни. Вони включають фотографії, мундири грецької армії, ВПС і ВМФ, макети знарядь і кораблів, витвори мистецтва, карти, поштові листівки, і аналогічні експонати, що походять з армій інших балканських країн. Ці експонати висвітлюють Грецьку революцію, Боротьбу за Македонію, Балканські війни, Першу світову війну, Малоазійський похід грецької армії, Греко-італійську війну, Героїчну оборону грецькою армією в 1941 Лінії Метаксасу в Східній Македонії, Критську Греції та Грецький опір, участь грецької армії в союзних операціях у Північній Африці, Італії, та Нормандії, звільнення країни від окупантів. Крім виставкових залів, Військовий музей має в своєму розпорядженні амфітеатр, багатоцільовий зал і багату бібліотеку історичних і військових публікацій. Всі видання Міністерства оборони, Департаменту військової історії та Військового музею продаються в книгарні музею  . Просто неба перед будівлею музею розташовані експонати бронетехніки, літаків та торпед  .

## Галерея

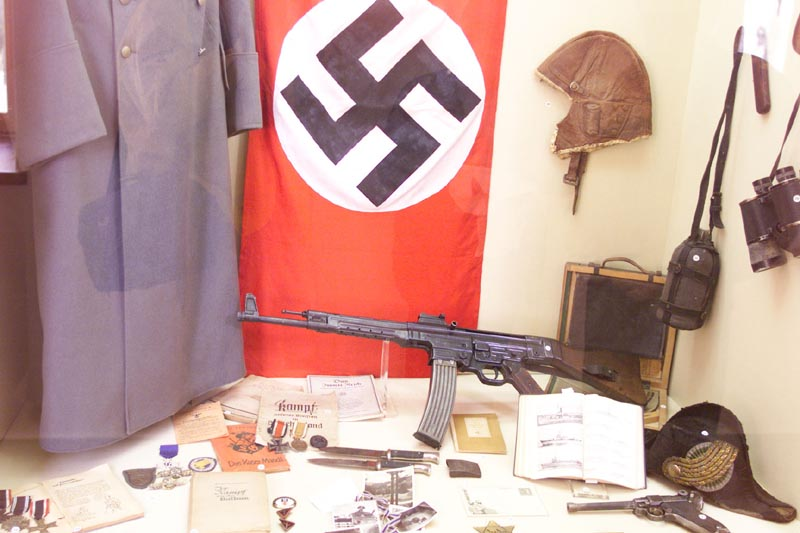
Артефакти з колекції Ніколаоса Ніколтсоса
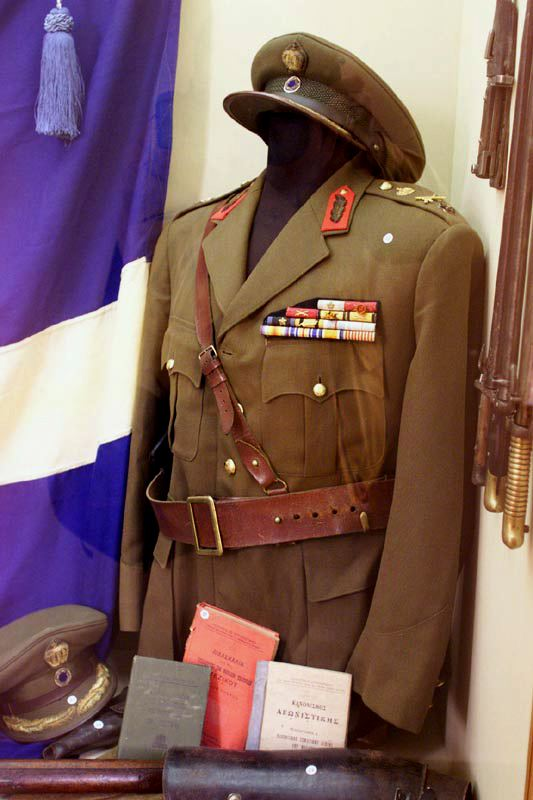
Артефакти з колекції Василіса Ніколтсоса
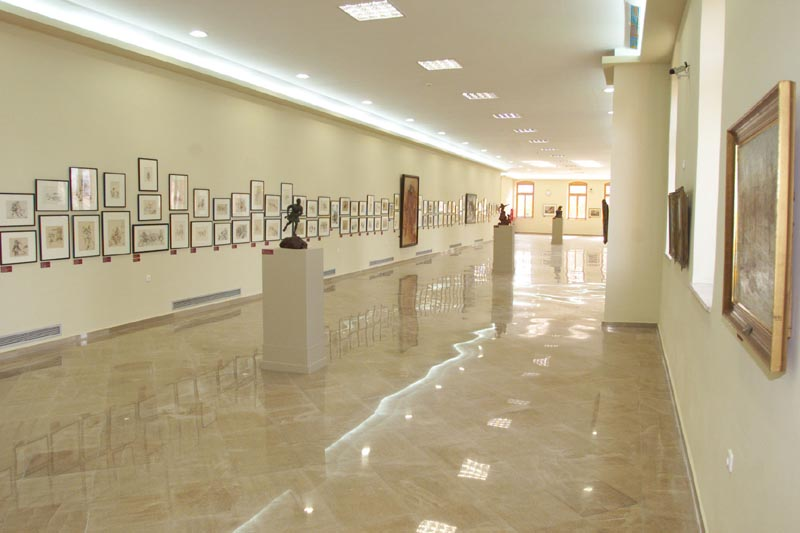
Виставка картин
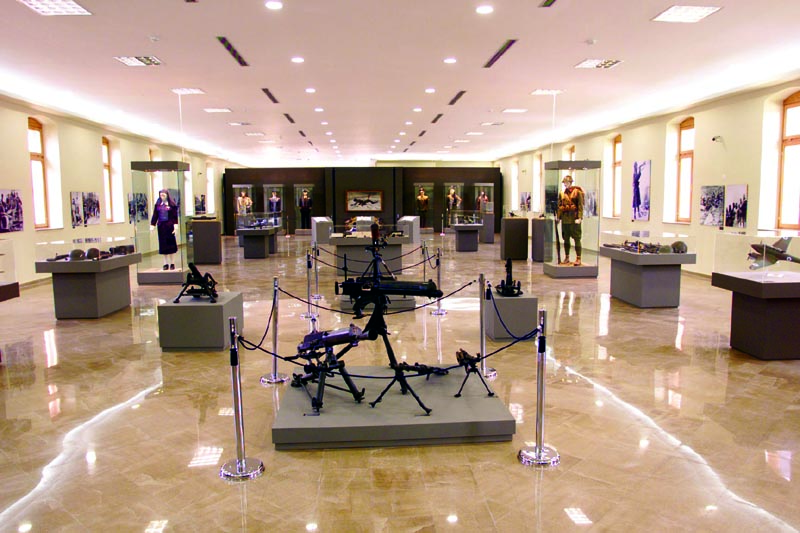
Всередині
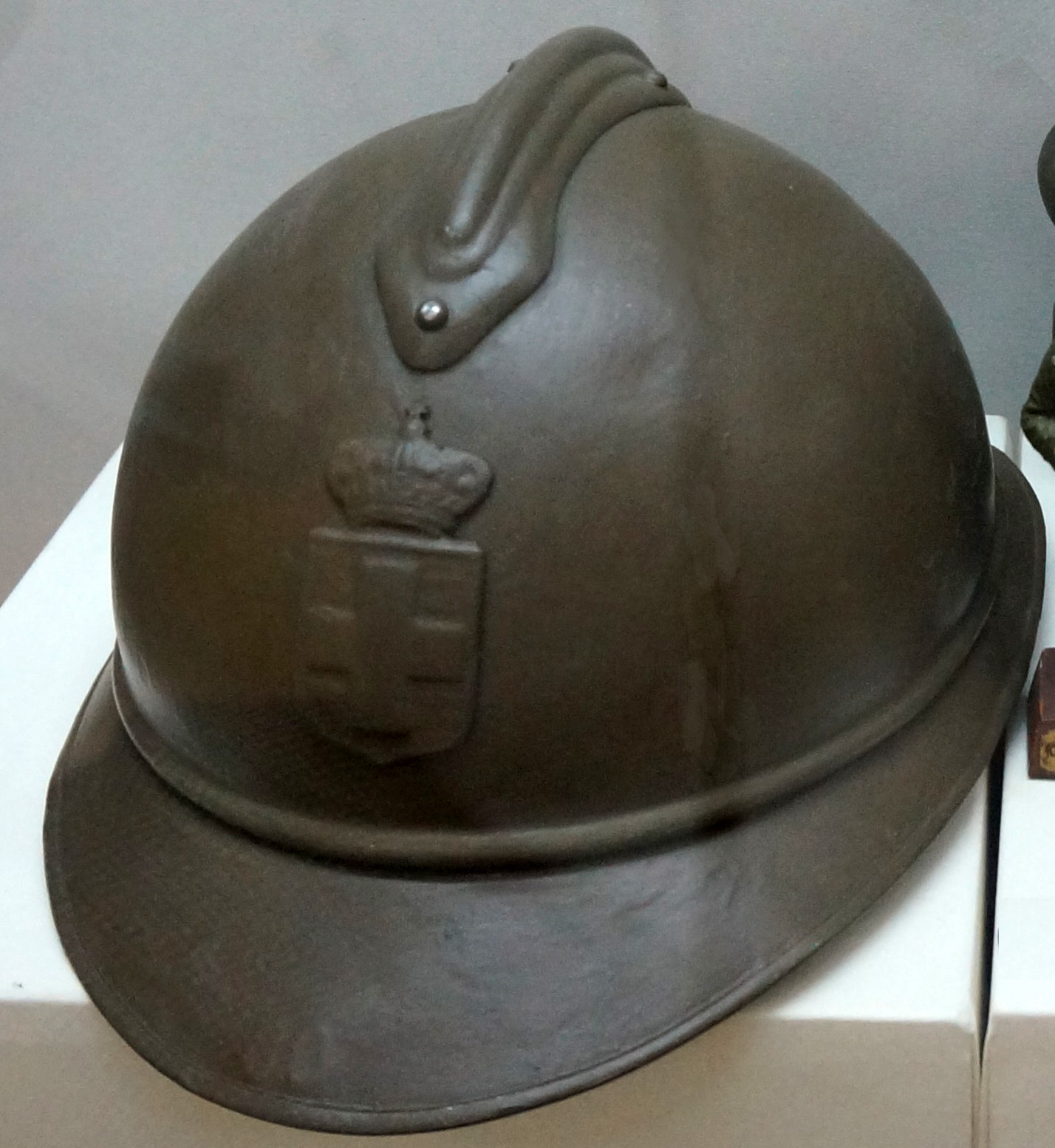
WWI Adrian helmet of Greek army
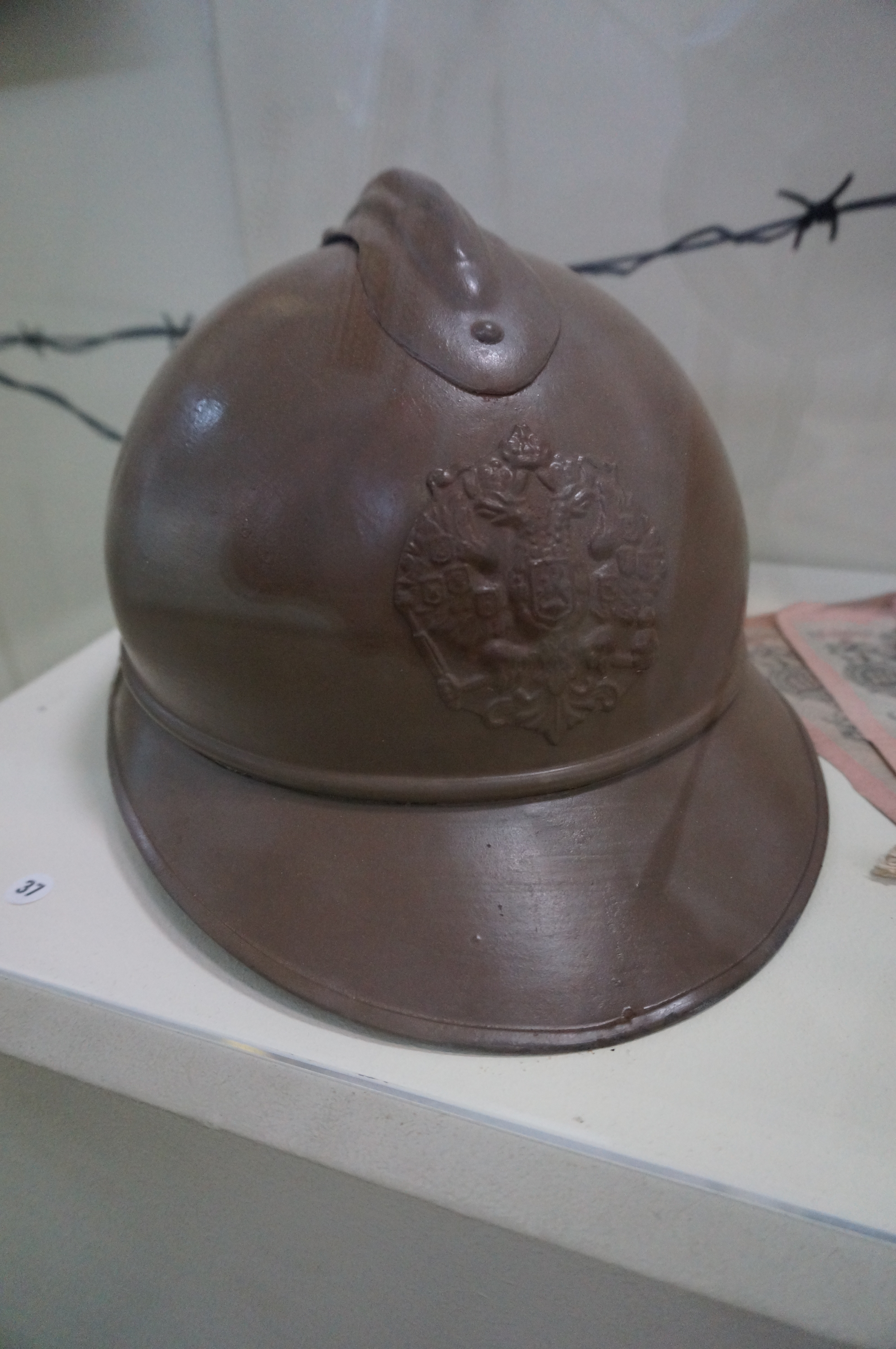
Adrian helmet (Serbian army)
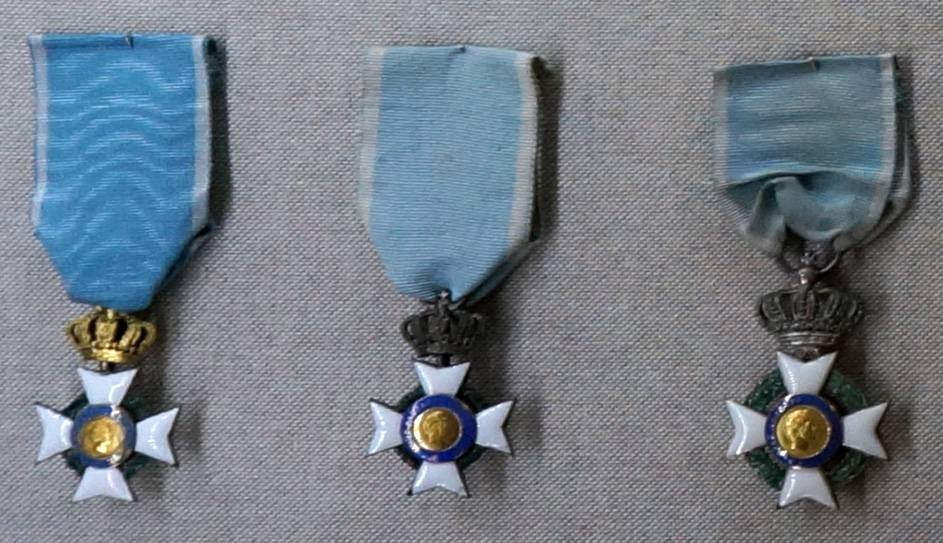
Decorations of the Order of the Redeemer, from the museum's orders collection
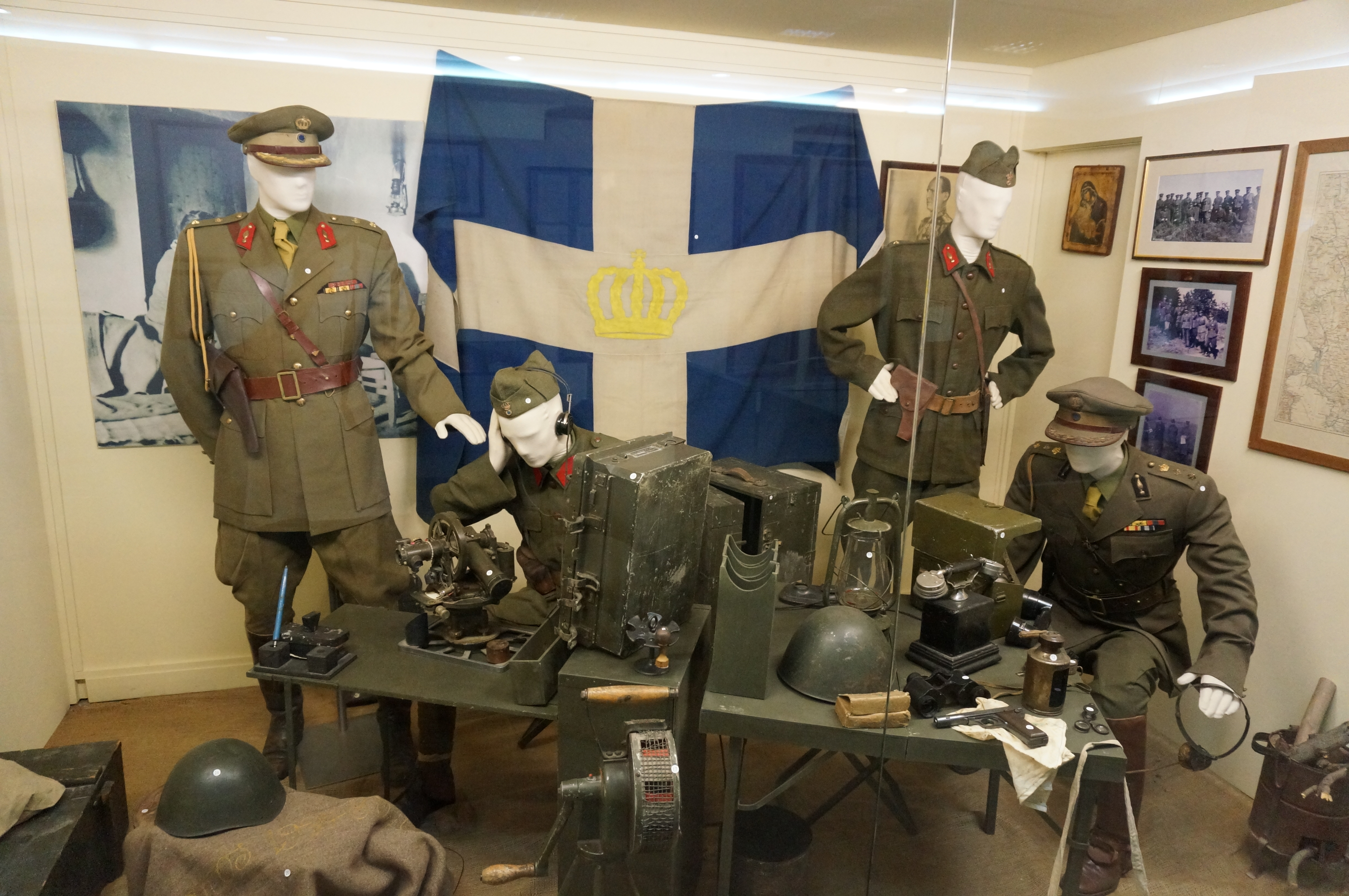
Uniforms of WWII
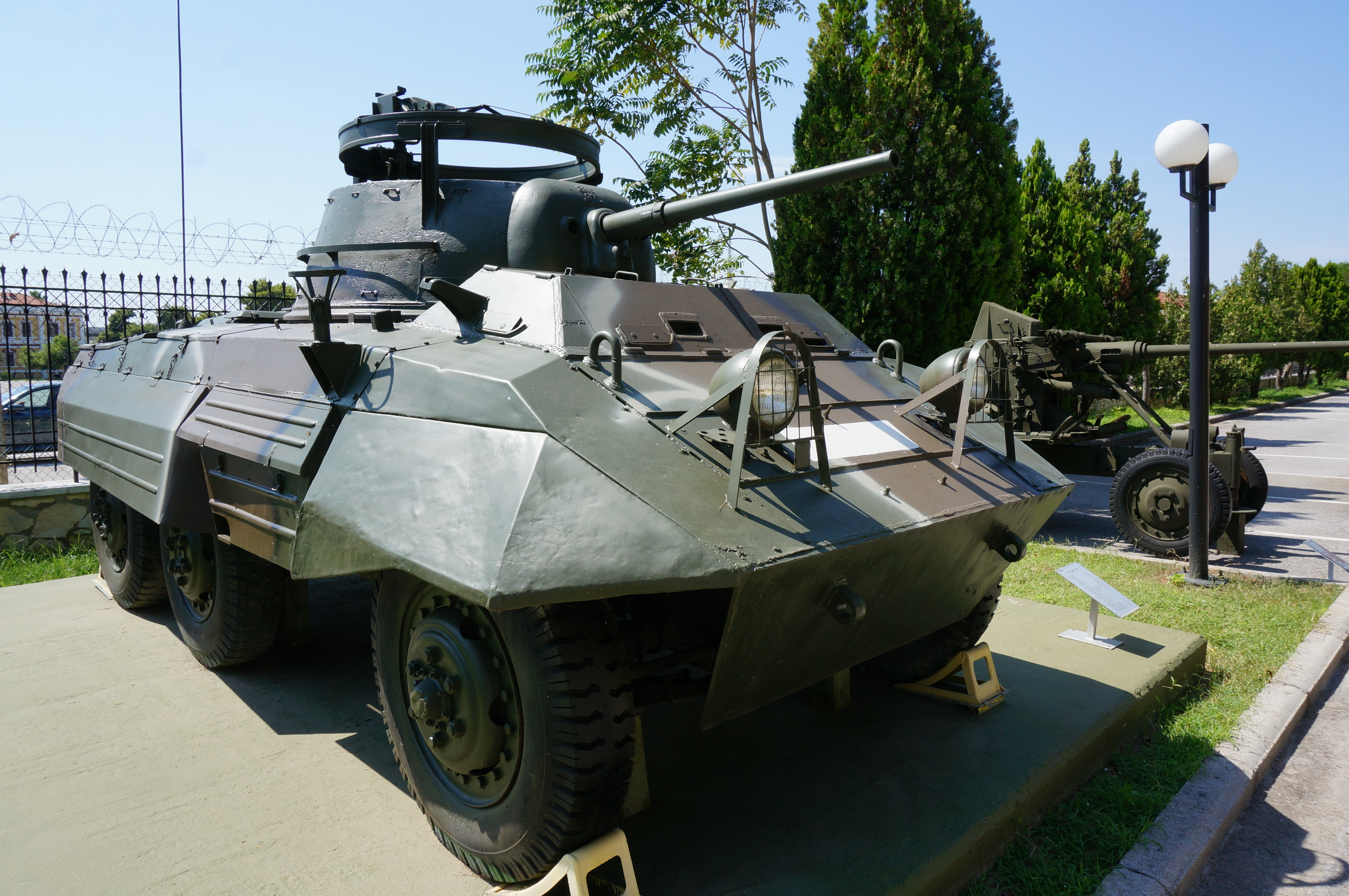
Preserved tank
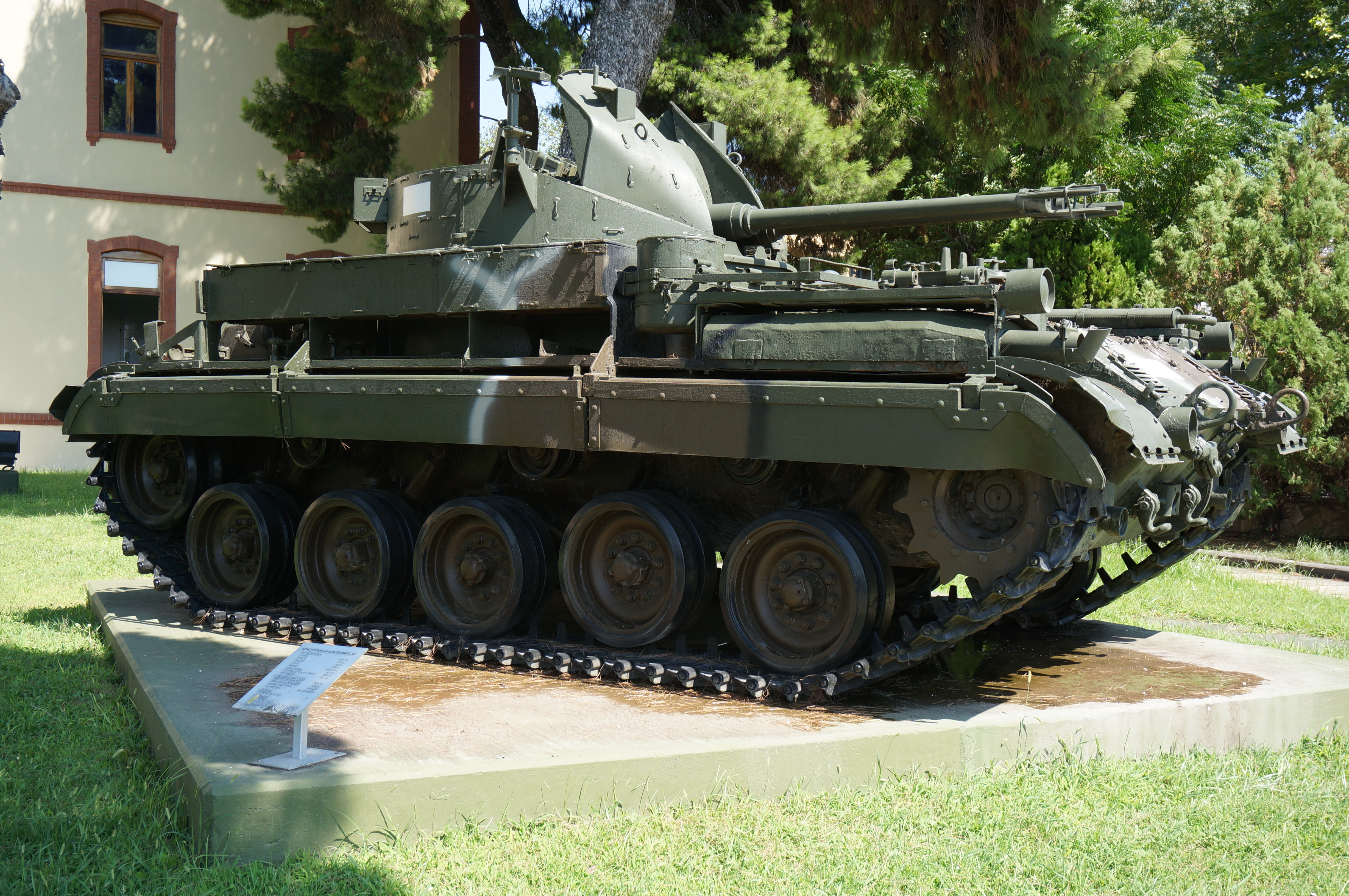
Preserved tank
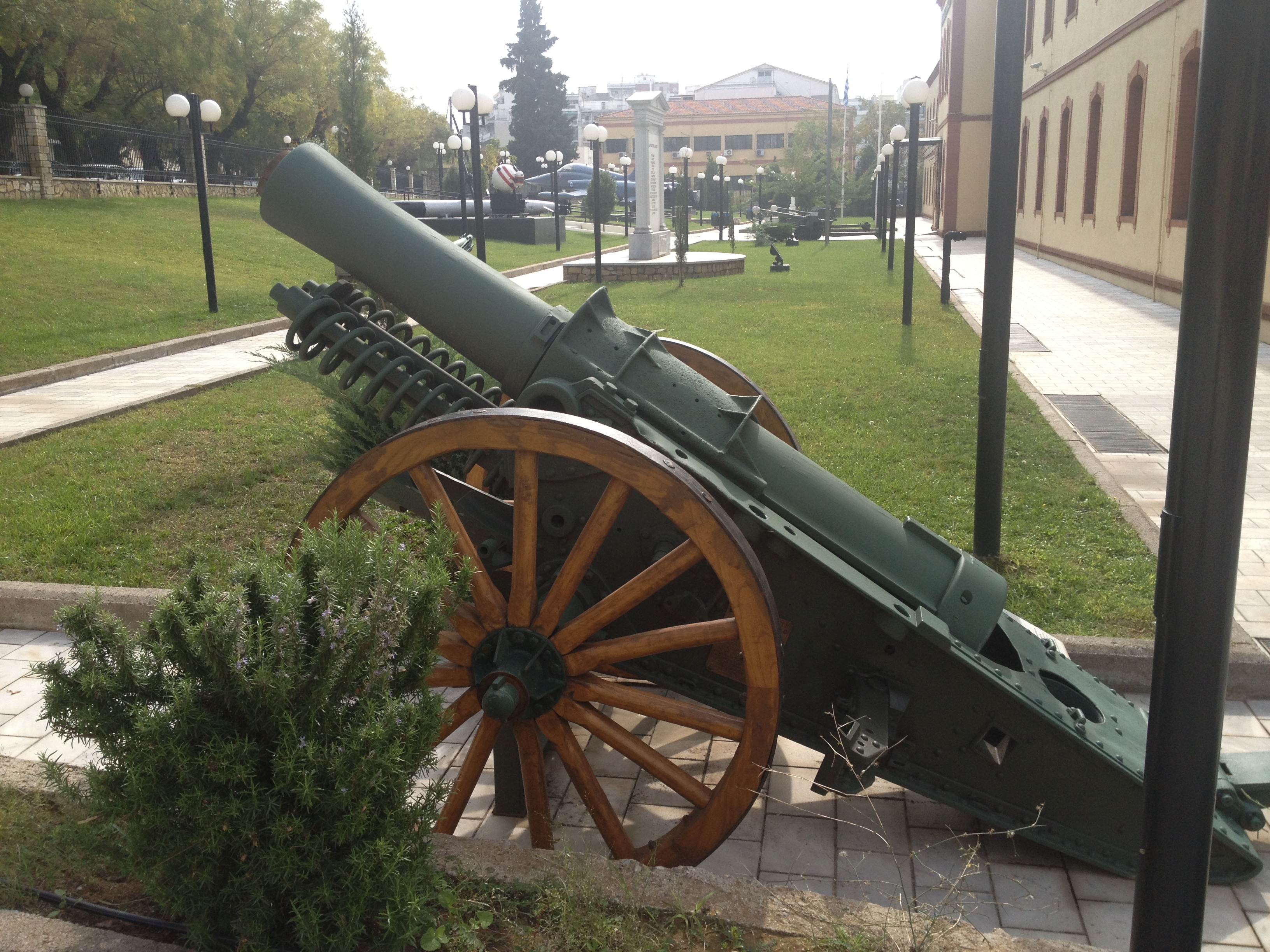
BL 6-inch 30 cwt howitzer
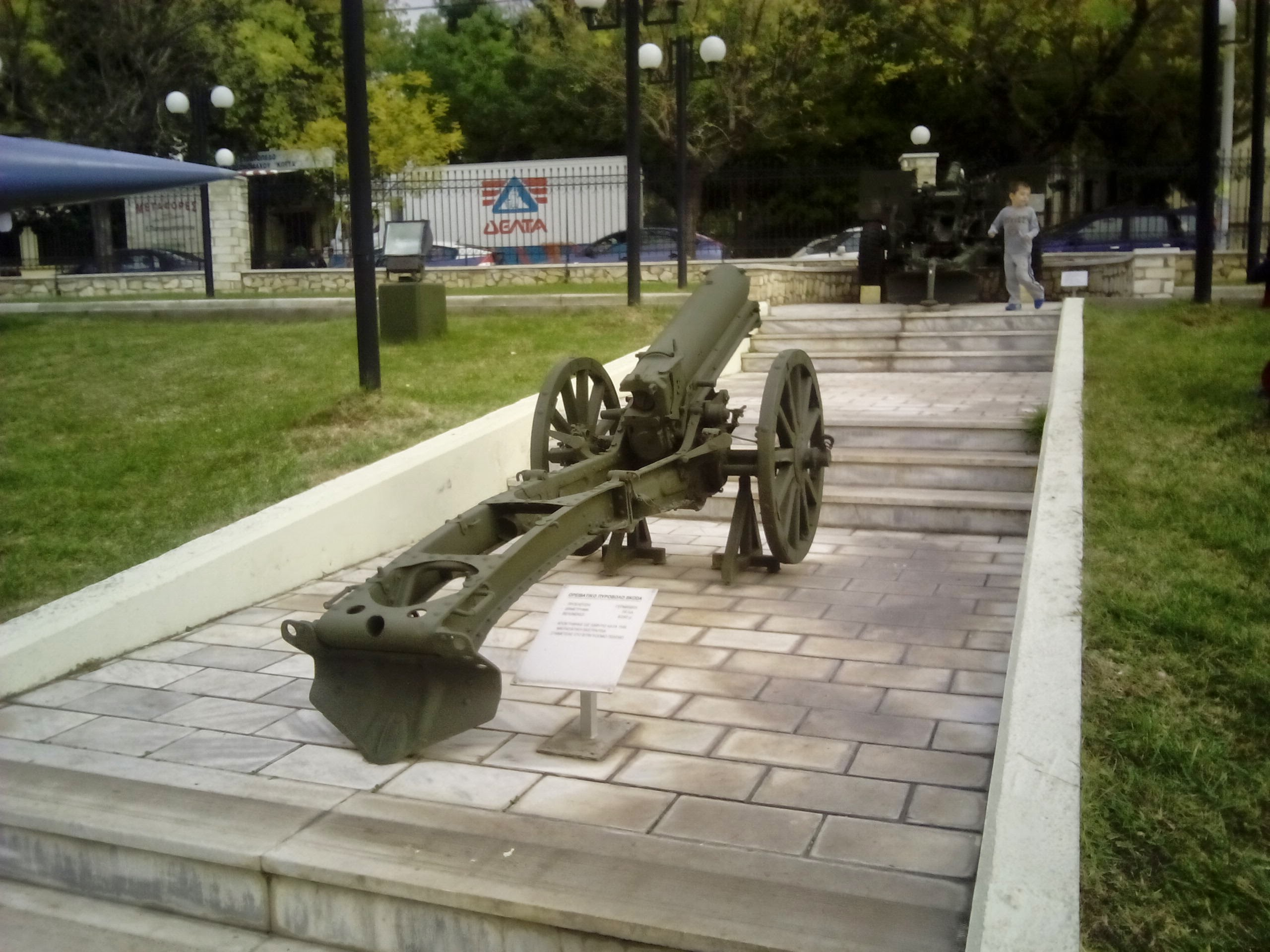
Skoda artillery gun
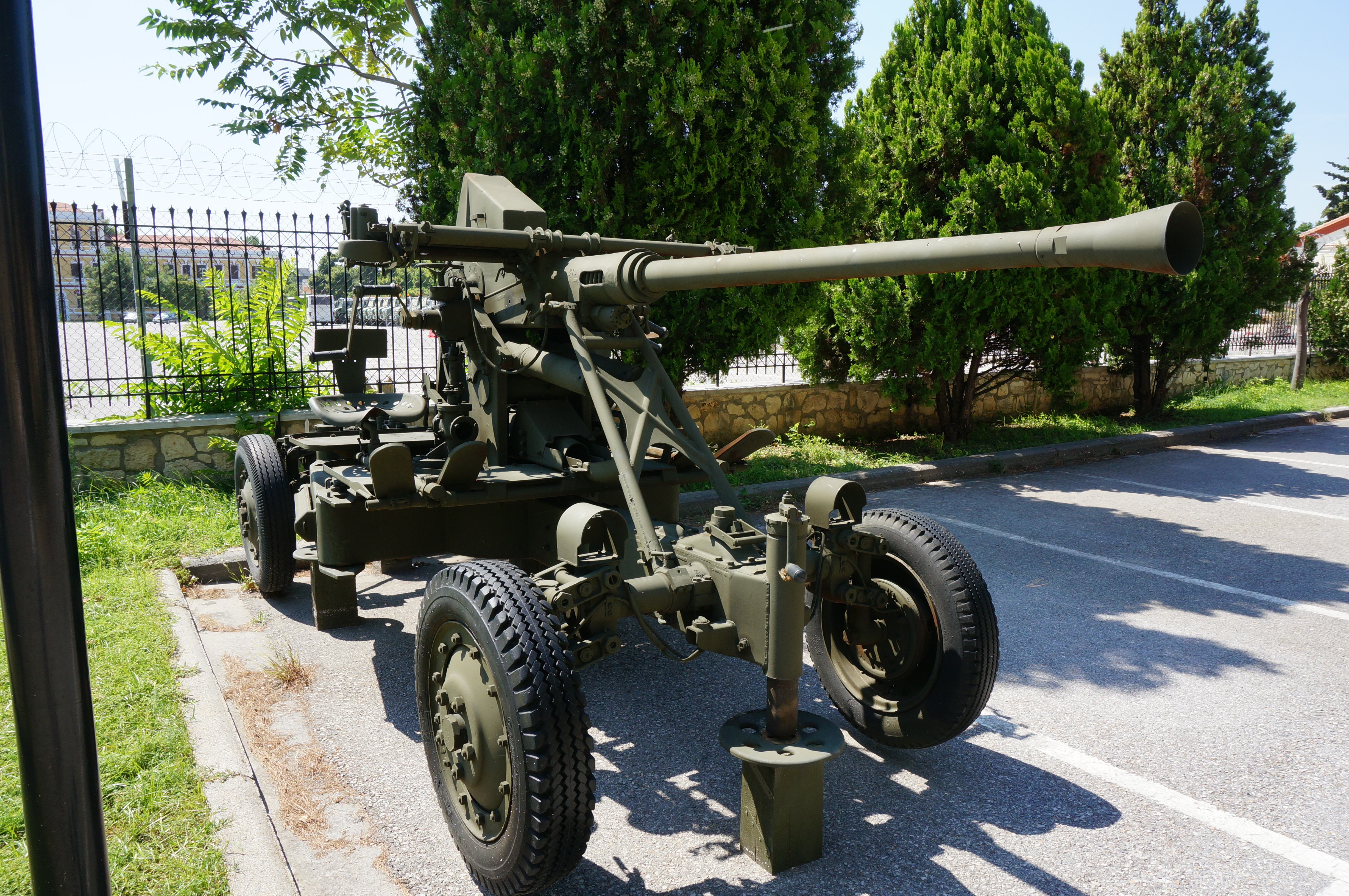
Artillery gun
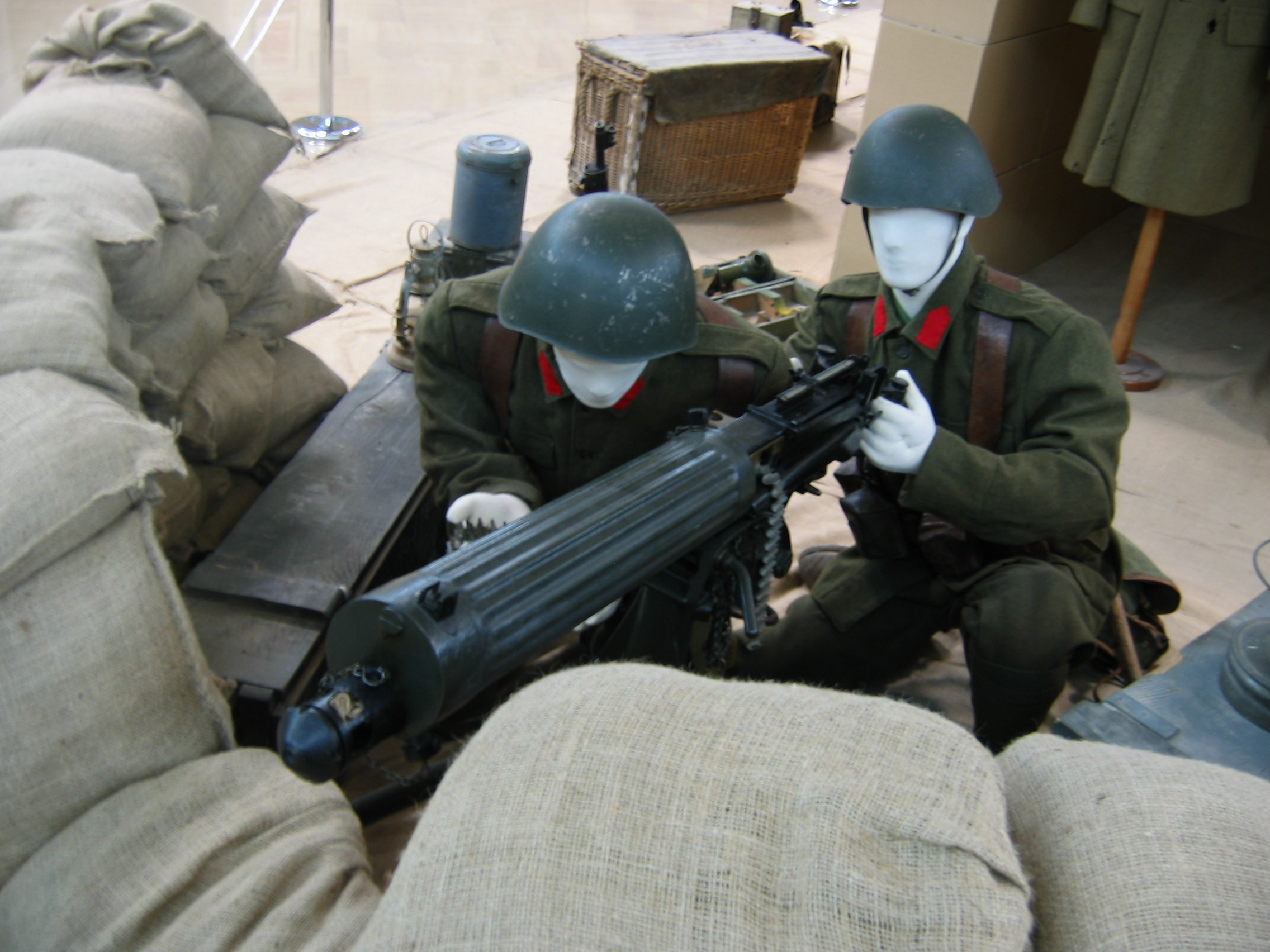
Uniforms of WWII with the Greek M1934/39 helmet
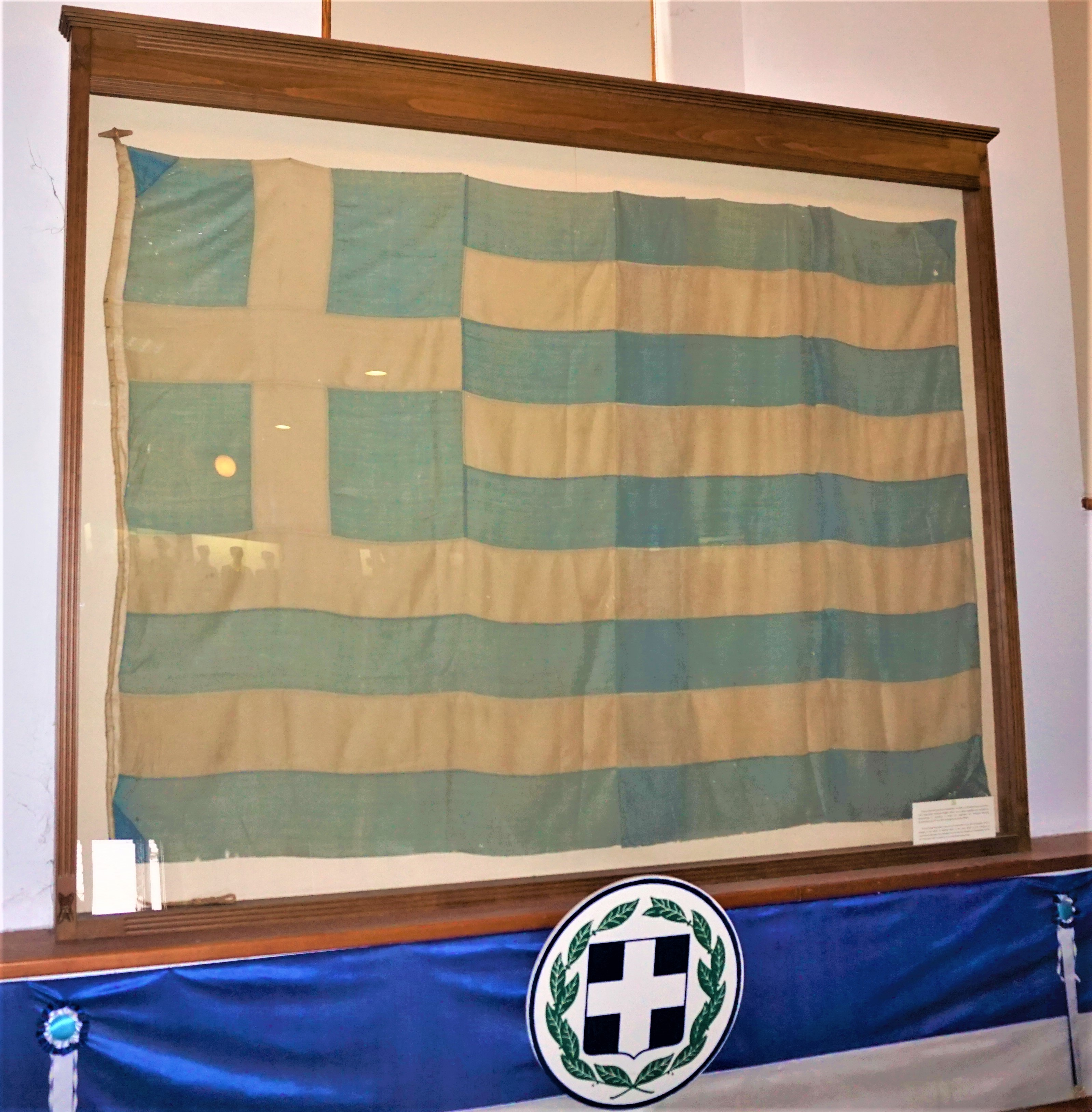
Greek flag of 1912